# NAOS-Typ P229
Der NAOS-Typ P229 bezeichnet einen Ro-Ro-Schiffstyp. Von dem Typ wurden drei Einheiten auf der finnischen Werft Aker Finnyards in Rauma gebaut.

## Geschichte
Der Schiffstyp wurde von NAOS Ship and Boat Design entworfen. Von dem Typ wurden drei Einheiten auf der finnischen Werft Aker Finnyards in Rauma gebaut. Der Rumpf des Typschiffs wurde von der Aker-MTW-Werft in Wismar zugeliefert.
Die Schiffe wurden von der schwedischen Reederei B&N Nordsjöfrakt / Rederi AB Transatlantic betrieben und fuhren zunächst in einer 15-jährigen Zeitcharter für den finnisch-schwedischen Konzern Stora Enso, wobei Transatlantic die Möglichkeit hatte, verfügbaren Platz auch für andere Ladungskunden zu vermarkten. Bereedert wurden die Schiffe von Viking Supply Ships. Im Zuge von Umstrukturierungen bei Viking Supply Ships übernahm Ende 2016 das Schifffahrtsunternehmen Swedish Orient Line (SOL) Bereederung und Betrieb der Schiffe. Mit der Betriebsaufnahme des von Wallenius Lines und Swedish Orient Line gegründeten Unternehmens Wallenius SOL im April 2019 übernahm Wallenius SOL den Betrieb der Schiffe, die dort die T-Klasse bilden. 2024 wurden die Schiffe an Wallenius Marine verkauft.
Die Schiffe verkehren in erster Linie weiterhin für Stora Enso zwischen Finnland und Schweden, Deutschland, Belgien und dem Vereinigten Königreich.

## Beschreibung
Die Schiffe werden von zwei MAN-Dieselmotoren des Typs 0L48/60B mit jeweils 9000 kW Leistung angetrieben. Die Motoren wirken über ein Untersetzungsgetriebe auf einen Verstellpropeller. Für die Stromerzeugung stehen ein von den Hauptmotoren mit 2500 kW Leistung angetriebener Wellengenerator sowie zwei von Wärtsilä-Dieselmotoren des Typs 8L20 mit jeweils 1500 kW Leistung angetriebene Generatoren zur Verfügung. Weiterhin wurde ein von einem MAN-Dieselmotor angetriebener Notgenerator verbaut. Die Schiffe sind mit drei elektrisch mit jeweils 800 kW Leistung angetriebene Querstrahlsteueranlagen ausgestattet, zwei Bugstrahlruder und ein Heckstrahlruder.
Die Schiffe verfügen über drei Ladungsdecks. Die Be- und Entladung rollender Ladung erfolgt über eine Heckrampe, die zum Ladungsdeck auf dem Hauptdeck führt. Unter und über dem Hauptdeck befindet sich jeweils ein weiteres Ladungsdeck. Die Ladungsdecks sind über Rampen miteinander verbunden. Das Ladungsdeck auf dem Hauptdeck und das darunterliegende Deck sind geschlossene Decks. Die nutzbare Höhe beträgt jeweils 5,2 Meter. Das obere Ladungsdeck ist zu einem großen Teil nach oben offen. Der vordere Teil des Decks ist durch die Decksaufbauten überbaut. Auf den Ladungsdeck stehen insgesamt 2774 Spurmeter zur Verfügung, davon aus dem Hauptdeck 1120 Spurmeter, auf dem darunterliegenden Deck 402 Spurmeter und auf dem Wetterdeck 1252 Spurmeter.
Da die Schiffe für den Transport von Forstprodukten des Konzerns Stora Enso gebaut wurden, wird die Transportkapazität der Schiffe oft in SECU (für Stora Enso Cargo Unit, eines von Stora Enso entwickelten Transportbehälters) angegeben, wobei die Schiffe jeweils 155 SECU transportieren können. Auf dem Wetterdeck können auch Standardcontainer transportiert werden.
Die Brücke befindet sich auf dem obersten Deck der vorderen Decksaufbauten. Sie ist über die gesamte Breite geschlossen. Zur besseren Übersicht beim An- und Ablegen und dem Navigieren in engen Fahrwassern gehen die Nocken etwas über die Schiffsbreite hinaus. Der Rumpf der Schiffe ist eisverstärkt (Eisklasse 1A Super).

## Schiffe
| NAOS-Typ P229 | NAOS-Typ P229 | NAOS-Typ P229 | NAOS-Typ P229                                       | NAOS-Typ P229              |
| Bauname       | Baunummer     | IMO-Nummer    | Kiellegung Stapellauf Ablieferung                   | Umbenennungen und Verbleib |
| ------------- | ------------- | ------------- | --------------------------------------------------- | -------------------------- |
| Transpaper    | 448           | 9334959       | 29. August 2005 16. März 2006 18. August 2006       | 2016: Tavastland           |
| Transpulp     | 449           | 9343261       | 30. Dezember 2005 2. Juni 2006 8. Dezember 2006     | 2016: Thuleland            |
| Transtimber   | 450           | 9343273       | 28. Dezember 2005 10. September 2006 16. April 2007 | 2017: Tundraland           |

Die Schiffe fahren unter schwedischer Flagge, Heimathafen ist Göteborg.